# Musikjahr 1825
Liste der Musikjahre

◄◄ | ◄ | 1821 | 1822 | 1823 | 1824 | Musikjahr 1825 | 1826 | 1827 | 1828 | 1829 | ► | ►►

Weitere Ereignisse
Dieser Artikel behandelt das Musikjahr 1825.

## Ereignisse

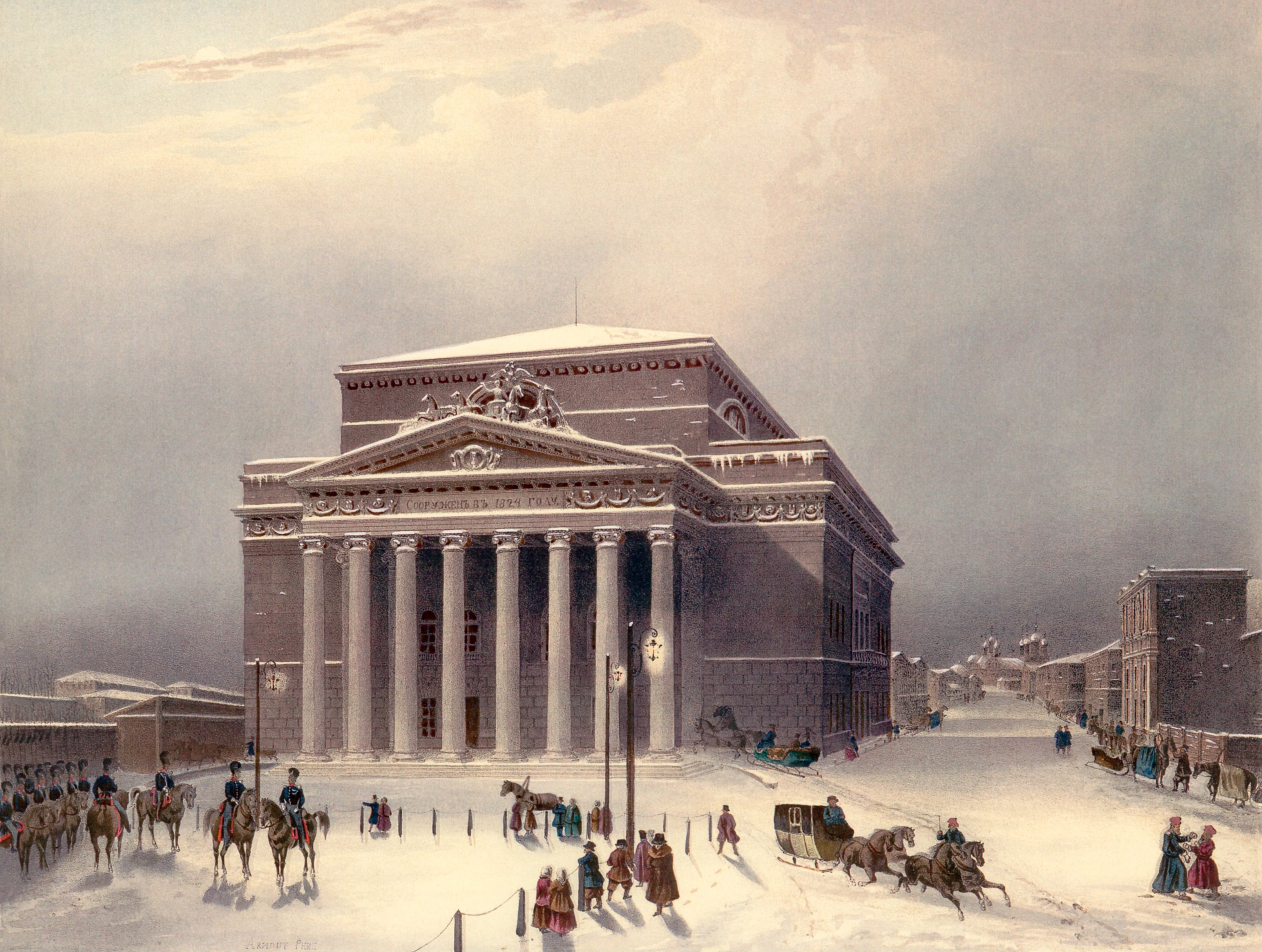
Bovés Bolschoi-Theater

- 18. Januar: Das 1805 abgebrannte Moskauer Petrowski-Theater wird nach der Wiedererrichtung durch den Architekten Joseph Bové mit dem Prolog Der Triumph der Musen zur Musik von Alexei Werstowski und Alexander Aljabjew und Fernando Sors Ballett Cendrillon unter dem Namen Bolschoi-Theater wieder eröffnet.

### Uraufführungen
- 11. Februar: Die Uraufführung der Opera semiseria Adelson e Salvini, der ersten Oper des 23-jährigen Vincenzo Bellini findet am Conservatorio San Pietro a Majella di Napoli statt. Das Libretto von Andrea Leone Tottola basiert auf der Novelle Épreuves du Sentiment von François-Thomas-Marie de Baculard d’Arnaud, die jedoch im Gegensatz zur Oper tragisch endet. Bei den Studenten und Studentinnen des Konservatoriums ist die Oper außerordentlich beliebt, sodass sie ein Jahr lang an jedem Sonntag gespielt wird. Auch Gaetano Donizetti lobt das Werk.
- 19. Februar: Nach zweijährigen Problemen mit der Zensur hat das Trauerspiel König Ottokars Glück und Ende von Franz Grillparzer auf Intervention der Kaiserin Karoline Auguste seine Uraufführung am Burgtheater in Wien.
- 22. Februar: Die Oper Der Holzdieb von Heinrich Marschner wird an der Hofoper in Dresden uraufgeführt.
- 03. Mai: Die Oper Le maçon (Maurer und Schlosser) von Daniel-François-Esprit Auber hat ihre Uraufführung an der Opéra-Comique in Paris. Das Libretto stammt von Eugène Scribe und Germain Delavigne.
- 10. Juni: Die Uraufführung der Oper Pharamond von Henri Montan Berton erfolgt an der Opéra-Comique in Paris.

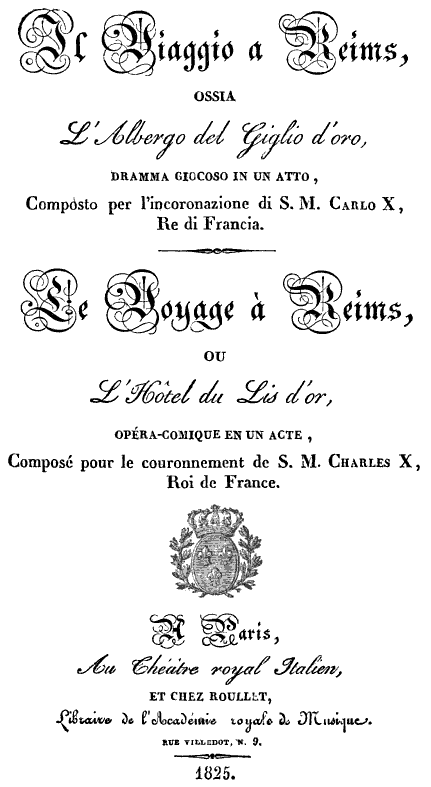
Gioachino Rossini – Il viaggio a Reims – Titelseite des Librettos, Paris 1825

- 19. Juni: Die Uraufführung der einaktigen Oper Il viaggio a Reims von Gioachino Rossini auf ein Libretto von Giuseppe Luigi Balocchi findet im Rahmen einer königlichen Gala als geschlossene Veranstaltung in Anwesenheit des Königs in der Salle Louvois des Théâtre-Italien in Paris statt. Es singen unter anderen Giuditta Pasta, Laure Cinti-Damoreau, Domenico Donzelli, Felice Pellegrini und Nicholas-Prosper Levasseur. Das Werk erhält gemischte Kritiken, wird aber insgesamt als Erfolg angesehen.

Porträt des jungen Franz Liszt 1824

- 17. Oktober: Franz Liszts einzige Oper Don Sanche ou Le château d’amour nach einer literarischen Vorlage von Jean-Pierre Claris de Florian hat ihre Uraufführung unter der Leitung von Rodolphe Kreutzer an der Pariser Oper. Obwohl das Werk des erst 13-Jährigen mit Begeisterung aufgenommen wird, verschwindet es nach weiteren drei Vorstellungen vom Spielplan und gerät in Vergessenheit.

- 19. November: Die Opera seria L’ultimo giorno di Pompei von Giovanni Pacini auf ein Libretto von Andrea Leone Tottola hat ihre Uraufführung am Teatro San Carlo in Neapel. Es singen u. a. die Gesangsstars Adelaide Tosi, Giovanni David, Luigi Lablache und Michele Benedetti. Die Oper erlebt einen glänzenden Erfolg und läuft in den nächsten Jahren an den bedeutendsten Opernhäusern in Europa.
- 10. Dezember: Die Uraufführung der Oper La dame blanche von François-Adrien Boieldieu auf ein Libretto von Eugène Scribe erfolgt an der Opéra-Comique in Paris. Sie gilt als eine der wichtigsten französischen Opern und Hauptwerk der Gattung Opéra-comique.

Weitere Musiktheaterwerke
- 21. Februar: Uraufführung der Oper Zadig ed Astartea von Nicola Vaccai in Neapel
- 02. März: Uraufführung der Oper La belle au bois dormant von Michele Carafa im Théâtre de l’Opéra, Paris
- 23. Mai: Uraufführung der Oper Alcidor von Gaspare Spontini in Berlin.
- 04. Oktober: Uraufführung der Oper Gl’italici e gl’indiani von Michele Carafa im Teatro San Carlo, Neapel
- 31. Oktober: Uraufführung der Oper Giulietta e Romeo von Nicola Vaccai in Mailand, (Teatro della Canobbiana)
- Louis Spohr: Musik zu Shakespeares Macbeth, WoO 55
- Giovanni Pacini: Amazilia (Oper) uraufgeführt in Neapel
- Saverio Mercadante: Ipermestra (Oper, erste Fassung) Die zweite Fassung dieses mehrfach vertonten Stoffs kam 1827 heraus.
- Ferdinand Hérold: Le Lapin blanc (Oper)
- Luigi Ricci: L’abbate Taccarella (Oper); Il sogno avverato (Oper)

### Instrumental
- Ludwig van Beethoven:  13. Streichquartett B-Dur op. 130 komponiert 1825, aufgeführt 1826
- Johann Baptist Cramer: Klaviersonate L’Amicitia op. 64; 8. Klavierkonzert d-Moll op. 70
- Friedrich Ernst Fesca: Streichquartett C-Dur op. 36; Flötenquartett D-Dur op. 37; Flötenquartett G-Dur op. 38; Arie Ihr erhabnen Himmelsmächte für Sopran und Orchester, eingelegt in op. 28
- Felix Mendelssohn Bartholdy: Ouvertüre C-Dur („Trompetenouvertüre“) op. 101; Quartett Nr. 3 h-Moll für Klavier, Violine, Viola und Violoncello; Oktett Es-Dur für vier Violinen, zwei Violen und zwei Violoncelli op. 20, MWV R 20
- Franz Schubert: Klaviersonate a-moll D. 845
- Louis Spohr: Violinkonzert Nr. 11 G-Dur, op. 70

### Vokalmusik
- Natale Abbadia: Ettore e Andromaca, Kantate
- Franz Schubert vertont eine Auswahl von sieben Liedern aus Walter Scotts narrativem Gedicht The Lady of the Lake. Das Kunstlied Ellens dritter Gesang wird auch als Schuberts Ave Maria bekannt. Am 12. März 1825 veröffentlicht er das Kunstlied Der Einsame. Nach neueren Forschungen entsteht 1825 auch die Große Sinfonie in C-Dur, Schuberts letzte Sinfonie, die erst 1839 lange nach dem Tod des Komponisten uraufgeführt wird.

## Geboren

### Geburtsdatum gesichert
- 10. Januar: Peter Zirbes, deutscher Dichter und Sänger († 1901)
- 15. Januar: Maurice Strakosch, US-amerikanischer Konzertunternehmer und Komponist († 1887)
- 18. Januar: Léon Carvalho, französischer Sänger und Operndirektor († 1897)
- 23. Januar: Louis Ehlert, deutscher Komponist und Musikkritiker († 1884)
- 26. Februar: Hans Balatka, US-amerikanischer Komponist († 1899)
- 28. Februar: Jean-Baptiste Arban, französischer Komponist und Professor († 1889)
- 19. März: Josef Čapek, tschechischer Komponist († 1915)
- 29. März: Adolphe Jaime, französischer Dramatiker und Librettist († 1901)

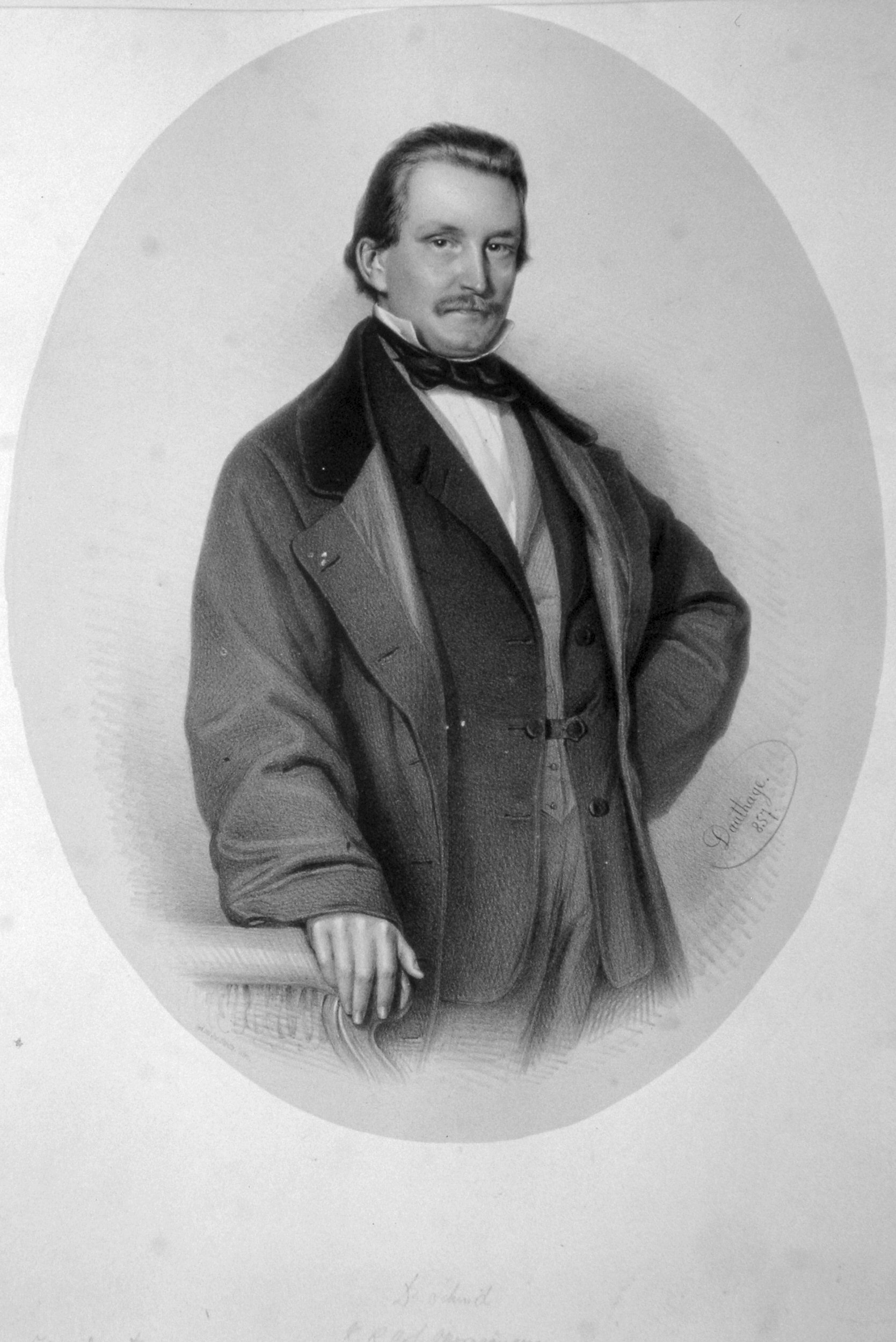
Karl Schmid; * 9. April

- 09. April: Karl Schmid, Schweizer Opernsänger († 1873)
- 17. April: Johann Fürst, österreichischer Volkssänger, Schauspieler und Theaterdirektor († 1882)
- 06. Mai: Charlotte de Rothschild, französische Gesellschaftsdame, Malerin und Kunstförderin († 1899)
- 07. Mai: Henry Squires, US-amerikanischer Sänger († 1907)
- 26. Mai: Felipe Gutiérrez y Espinosa, puerto-ricanischer Komponist († 1899)
- 22. Juni: Franz Hölzl, österreichischer Orgelbauer († 1874)
- 18. Juli: Nina Stollewerk, österreichische Komponistin, Pianistin, Sängerin und Dirigentin († 1914)
- 19. Juli: Ottilie von Herbert, österreichische Komponistin († 1847)
- 02. August: Julius Schulhoff, österreichischer Pianist und Komponist († 1898)
- 12. August: Sir Frederick Arthur Gore Ouseley, englischer Musikgelehrter, Organist und Komponist († 1889)
- 24. August: Charles Wels, US-amerikanischer Komponist († 1906)
- 01. September: August Horn, deutscher Komponist († 1893)
- 04. September: Johann Christian Carl Achenbach, deutscher Pianist und Komponist († nach 1845)
- 08. September: Robert Pfitzner, deutscher Violinist und Musikdirektor († 1904)
- 09. September: Dieudonné Dagnelies, belgischer Komponist und Dirigent († 1894)

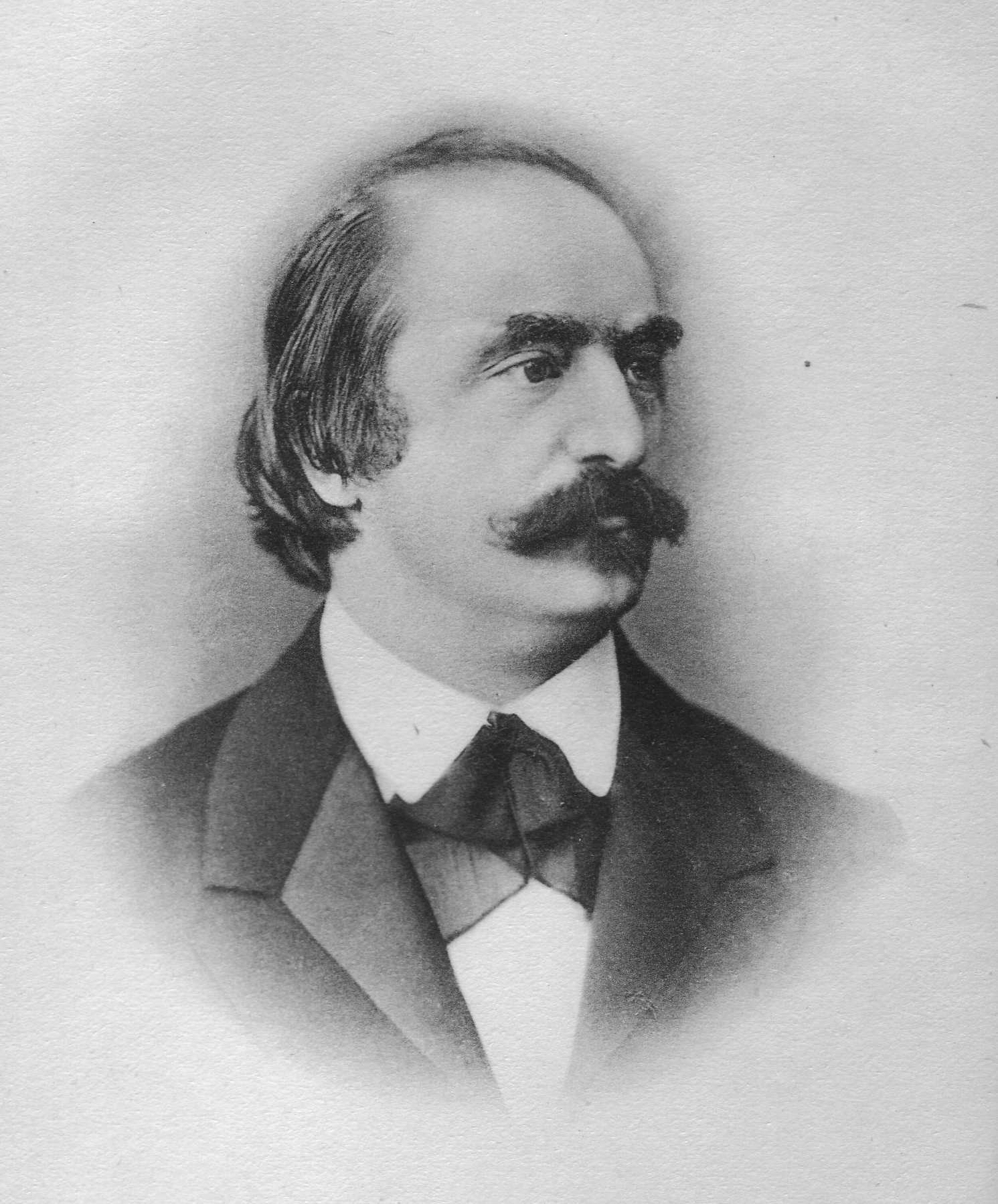
Eduard Hanslick; * 11. September

- 11. September: Eduard Hanslick, österreichischer Musikwissenschaftler und -kritiker († 1904)
- 12. September: Karl Doppler, deutsch-ungarischer Komponist († 1900)
- 13. September: Friedrich Knoll, böhmischer Kaufmann, Komponist, Pianist und Chorleiter († 1894)
- 16. September: Heinrich Böie, deutscher Violinist, Komponist und Musikalienhändler († 1879)
- 25. September: Victor Delannoy, französischer Komponist und Musikpädagoge († 1887)
- 00. September: Jean-Baptiste Labelle, kanadischer Organist, Pianist, Komponist und Dirigent († 1898)

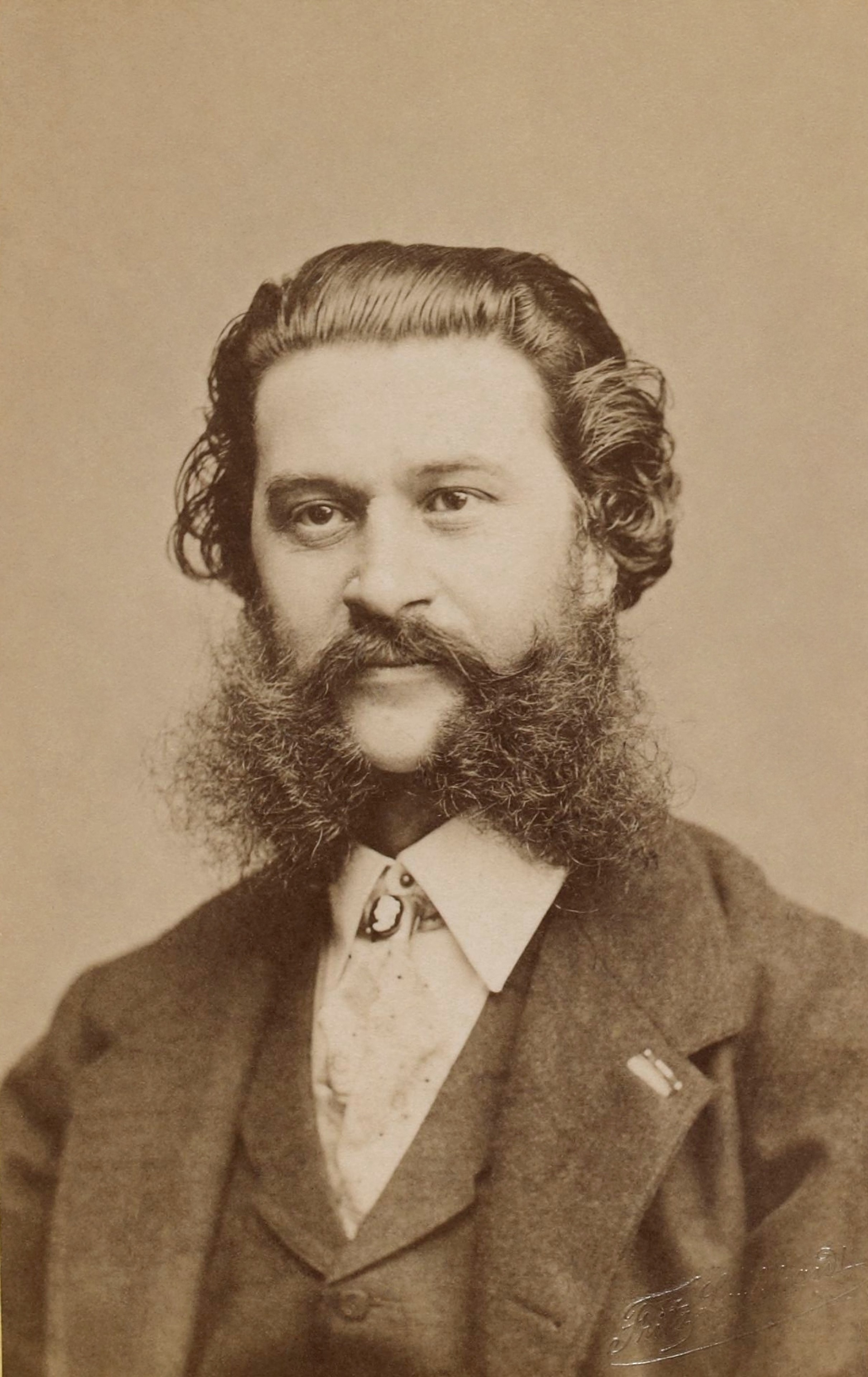
Johann Strauss (Sohn); * 25. Oktober

- 25. Oktober: Johann Strauss, österreichischer Kapellmeister und Komponist († 1899)
- 05. November: Friedrich Erdmann Petersilie, deutscher Orgelbauer († 1901)
- 14. November: August Reißmann, deutscher Musikschriftsteller, Lexikograph und Komponist († 1903)
- 17. November: Theodor Lay, deutscher Opernsänger († 1893)
- 29. November: Victor Verrimst, französischer Kontrabassist, Organist und Komponist († 1893)
- 04. Dezember: Lise Cristiani, eine der ersten Cellistinnen der Musikgeschichte († 1853)
- 07. Dezember: Malvina Schnorr von Carolsfeld, portugiesische Opernsängerin († 1904)
- 16. Dezember: Robert Prescott Stewart, irischer Organist, Dirigent und Komponist († 1894)
- 19. Dezember: George Frederick Bristow, US-amerikanischer Komponist († 1898)
- 25. Dezember: Henri de Bornier, französischer Schriftsteller und Mitglied der Académie française († 1901)

### Genaues Geburtsdatum unbekannt
- Zekai Dede, türkischer Komponist († 1897)
- José Joaquín Guarín, kolumbianischer Komponist († 1854)
- Julius Siede, deutsch-australischer Komponist und Flötist († 1903)

## Gestorben
- 21. Januar: Sophie Wilhelmine Mosewius, deutsche Sängerin (* 1790)
- 27. Januar: Georg Johann Abraham Berwald, deutscher Fagottist und Geiger (* 1758)
- 23. Februar: Christian Friedrich Georg Berwald, schwedischer Geiger und Musikpädagoge (* 1740)
- 29. März: Johannes Amon, deutscher Komponist und Musikverleger (* 1763)
- 05. April: Sergei Nikolajewitsch Titow, russischer Komponist (* 1770)
- 13. April: Josef Jelínek, tschechischer Komponist und Pianist (* 1758)
- 07. Mai: Antonio Salieri, italienischer Komponist, Kapellmeister und Musikpädagoge (* 1750)
- 21. Mai: Stepan Dawydow, russischer Komponist (* 1777)
- 14. Juni: Johann Christian Wagner, deutscher Jurist und Kirchenlieddichter (* 1747)
- 10. Juli: Ludwig Fischer, deutscher Opernsänger (Bass) (* 1745)
- 17. August: Raynor Taylor, englischer Komponist (* 1747)
- 29. August: Johann Conrad Wilhelm Petiscus, deutscher Geistlicher, Musikschriftsteller, Musiker und Schriftsteller (* 1763)
- 07. Oktober: Johann Baptist Moralt, deutscher Musiker und Komponist (* 1777)
- 10. Oktober: Dmytro Bortnjanskyj, ukrainischer Komponist (* 1751)

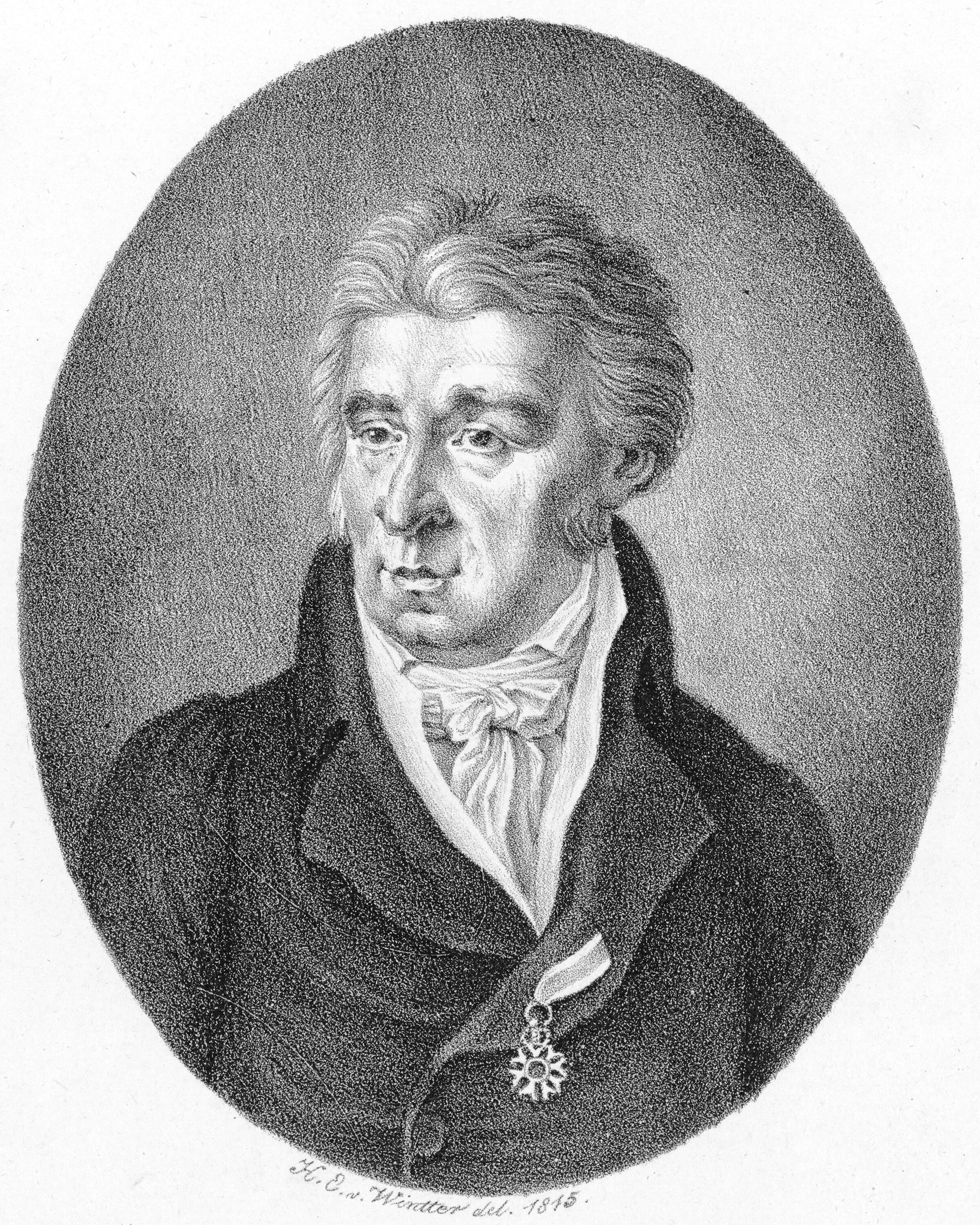
Peter von Winter; † 17. Oktober

- 17. Oktober: Peter von Winter, deutscher Komponist und Kapellmeister (* 1754)
- 09. November: Friedrich Hellwig, deutscher Sänger, Schauspieler und Regisseur (* 1782)
- 19. November: Jan Václav Voříšek, böhmischer Komponist (* 1791)
- 00. Dezember: Carl Heinrich Albrecht von Knoblauch, deutscher Orgelbauer (* 1781)

### Genaues Todesdatum unbekannt
- Hugh Russell, englischer Orgelbauer (* um 1738)